# Série 5000 (Metrô de Madrid)

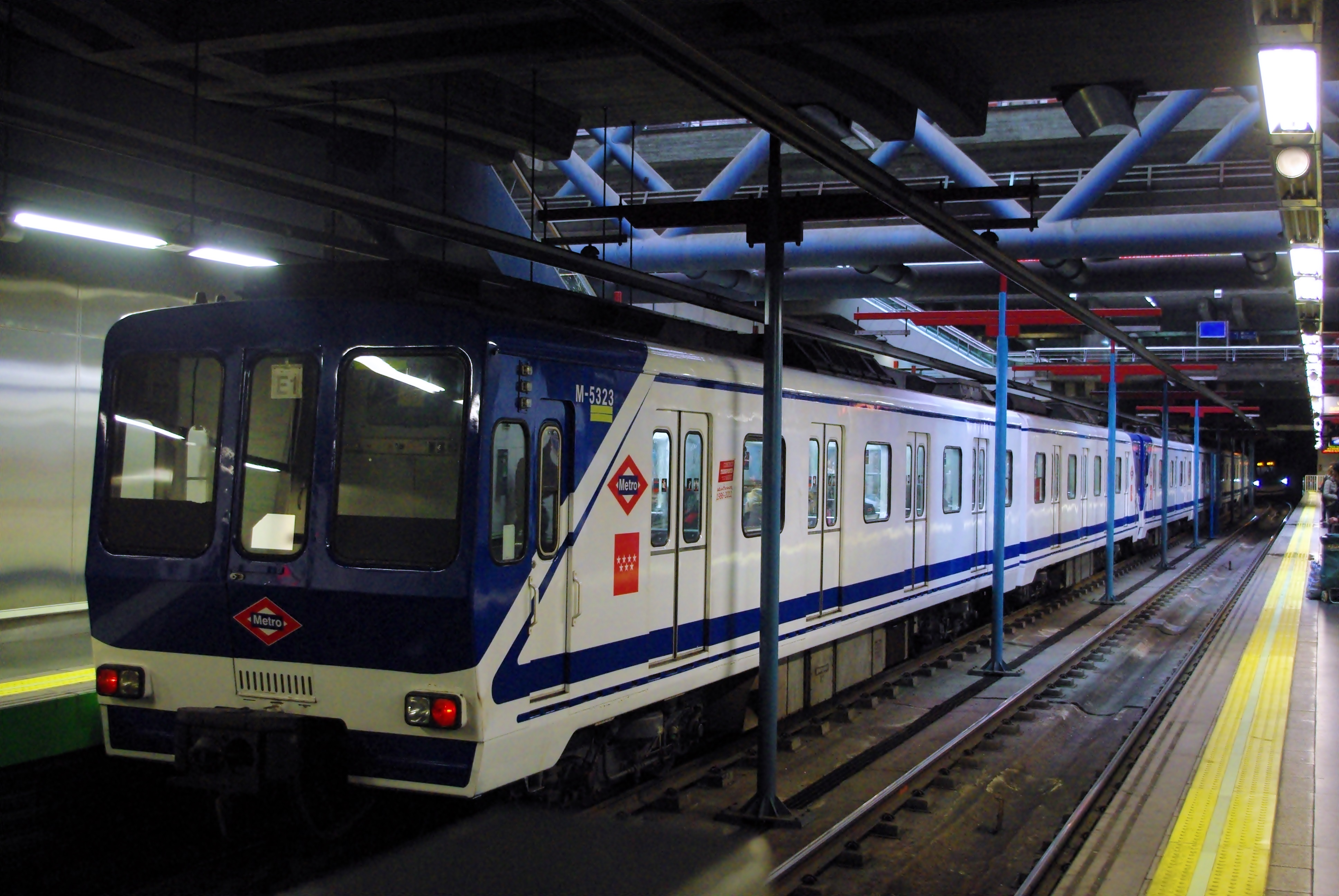
"Série 5000" na estação Príncipe Pío

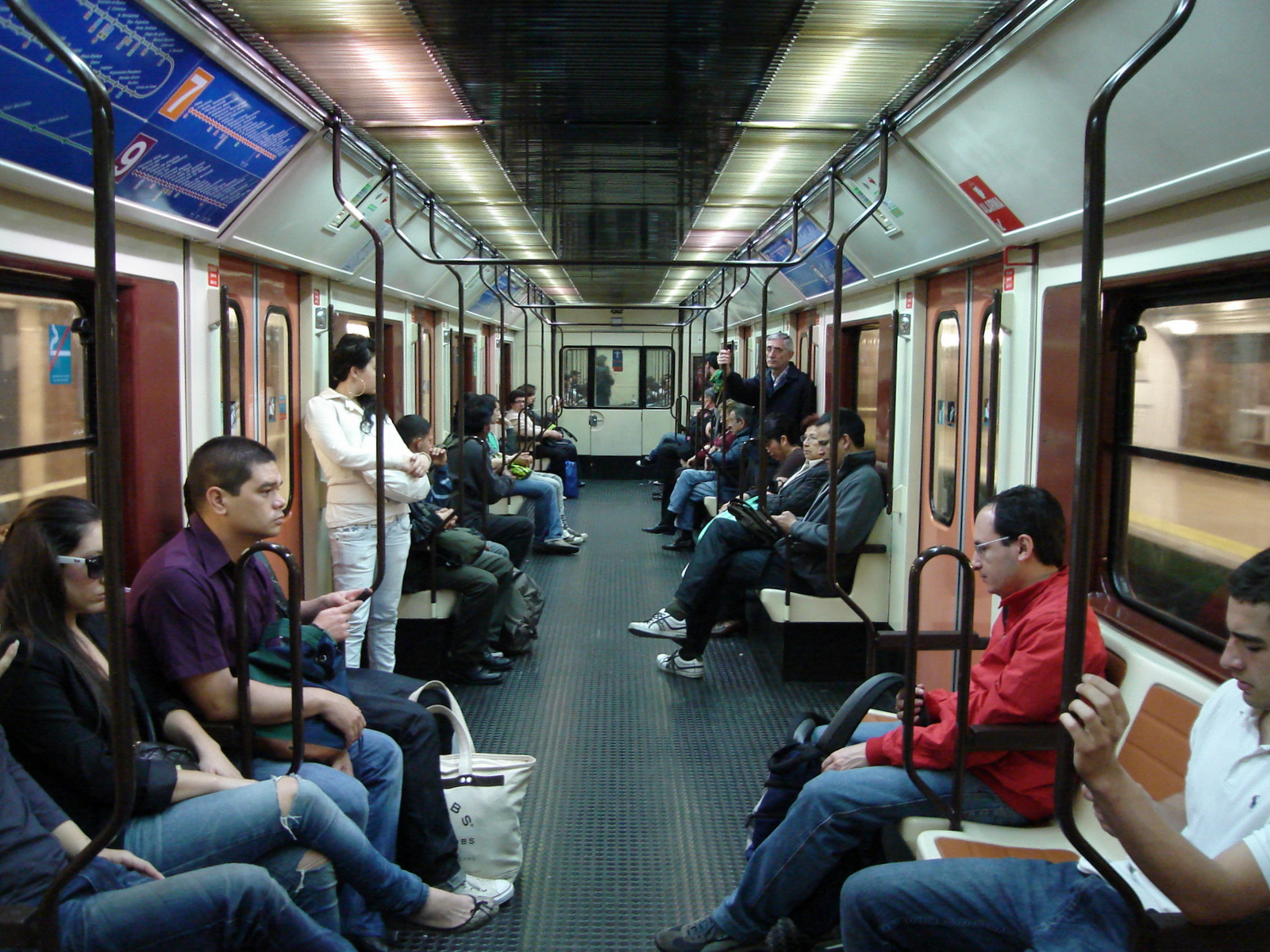
Vista interna

A Série 5000 é um tipo de automotora fabricada pela empresa espanhola Construcciones y Auxiliar de Ferrocarriles, utilizada no Metro de Madrid.